# Carlos Alberto Díaz (futbolista)
Carlos Alberto Díaz (Necoclí, Antioquia, Colombia; 28 de noviembre de 1982) es un exfutbolista colombiano. Jugaba como defensa y se retiró en el Boyacá Chicó de Colombia.

## Clubes
| Club              | País     | Año         | Partidos | Goles |
| ----------------- | -------- | ----------- | -------- | ----- |
| Atlético Nacional | Colombia | 2002 - 2008 | 180      | 8     |
| Once Caldas       | Colombia | 2009        | 30       | 2     |
| Envigado F. C.    | Colombia | 2010        | 21       | 0     |
| Cúcuta Deportivo  | Colombia | 2011        | 25       | 0     |
| Deportivo Pereira | Colombia | 2012        | 25       | 1     |
| Atlético Huila    | Colombia | 2013 - 2015 | 84       | 5     |
| Boyacá Chicó      | Colombia | 2016 - 2018 | 57       | 4     |

## Palmarés

### Campeonatos nacionales
| Título              | Club              | País     | Año  |
| ------------------- | ----------------- | -------- | ---- |
| Torneo Finalización | Atlético Nacional | Colombia | 2005 |
| Torneo Apertura     | Atlético Nacional | Colombia | 2007 |
| Torneo Finalización | Atlético Nacional | Colombia | 2007 |
| Torneo Apertura     | Once Caldas       | Colombia | 2009 |
| Primera B           | Boyacá Chicó      | Colombia | 2017 |